# 26e groupe de reconnaissance de division d'infanterie
Le 26e groupe de reconnaissance de division d'infanterie (26e GRDI) est une unité de l'Armée française créée en 1939 et ayant participé à la Seconde Guerre mondiale. 

## Historique
Le 26e groupe de reconnaissance de division d'infanterie est créé en août 1939 par le 10e régiment de dragons et le centre mobilisateur de cavalerie no 15. Il est rattaché à la 30e division d'infanterie alpine et fait partie de l'armée des Alpes jusqu'en octobre 1939. Il est ensuite envoyé sur la ligne Maginot dans le secteur de Bitche. En avril, est formé un corps franc commandé par le lieutenant Mairesse-Lebrun qui combat entre les avant-postes. 
À partir du 14 juin, il doit couvrir le repli de la division et du corps d'armée. Il combat à Rambervilliers et à Châtel-sur-Moselle pour défendre les ponts du canal et de la Moselle. L'escadron hippomobile encerclé dans Châtel sans munitions est dans l'obligation de déposer les armes. Il reçoit les honneurs militaires de l'ennemi. L'escadron hippomobile sera cité à l'ordre de l'armée et recevra la croix de guerre avec palme.

## Ordre de bataille
- Commandant : Chef d’Escadrons Paulus puis Lt-Colonel Jourdain[1]
- Adjoint : Capitaine Bezard-Falgas[1]
- Escadron hors rang : Capitaine Arnaud[1]
- Escadron Hippomobile : Capitaine de Martin de Bellerive[1]
- Escadron Motorisé : Capitaine de Demandoix[1]
- Escadron Mitrailleuses et Canons de 25 : Capitaine Fortin[1]